# Cinéma seychellois
Le cinéma seychellois désigne l'industrie du cinéma aux Seychelles. La production locale est limitée, mais le pays accueille également des tournages de productions extranationales, notamment la grosse production américaine Tarzan, l'homme singe. De nombreux documentaires sur la nature ont été également tournés sur le territoire.
Un bureau de classification des œuvres a été instauré dans le pays en 1979.
Le territoire accueille deux festivals : Viv an Kreol et le Festival du film japonais des Seychelles.